# إكس بوكس سيريس إكس/إس
إكس بوكس سيريس إكس وسيريس إس (بالإنجليزية: Xbox Series X/S)‏ هو مشغل ألعاب فيديو منزلي من شركة مايكروسوفت والذي أعلن عنه رسمياً في 9 يونيو 2019 في معرض الترفيه الإلكتروني. صدر المشغل في 10 نوفمبر 2020، يتبع المشغل إكس بوكس ون، وسوف ينافس جهاز بلاي ستيشن 5 لشركة سوني، يتوفر سيريس أكس بسعر 499 دولار أمريكي وسيريس أس بسعر 299 دولار أمريكي.

## الكشف الأولي
بدأت شائعات عن جهاز إكس بوكس الجديد في وقت مُبَكِّر من يونيو 2018، حيث أكد فيل سبنسر المدير التنفيذي في أكس بوكس أنهم كانوا «مُتعمِّقين في تصميم جهاز أكس بوكس القادم» في ذلك الوقت. كان يُعتقد أن الجهاز كان تحت التطوير واسم المشروع «سكارليت»، بما في ذلك إصدار منخفض التكلفة يتبع مخططًا مشابهًا لمخطط عائلة إكس بوكس ون، مع التركيز بشكل كبير على تدفق الألعاب والتوافق مع الإصدارات السابقة. بحلول مارس 2019، أدت شائعات أخرى إلى تكهنات بوجود جهازين إكس بوكس تحت التطوير بالاسمين الرمزيين "Anaconda" وإصدار "Lockhart" منخفض التكلفة.

## معدات الجهاز
يعتمد الجهاز على معمارية AMD Navi و Zen-2. وهذا يتيح دعم الأجهزة بتتبع الأشعة. الذاكرة المدمجة هي من النوع GDDR6. تحتوي وحدة التخزين على SSD داخلي، والذي يقلل بشكل ملحوظ أوقات التحميل.
تستخدم مايكروسوفت ما يُسمى بـ التسليم الذكي على نظامها الجديد الذي سيتيح للاعبين شراء نسخة واحدة من Xbox Game Studios والذي يمكن استخدامه على أجهزة Xbox One أو Xbox Series X، حسب الجهاز المتاح للمالك.

## تصميم الجهاز
يأتي Xbox Series X اكس بوكس سيرس اكس بتصميم مختلف تماما عن الأجيال السابقة من اكس بوكس، حيث يحمل تصميما مستطيلا شبيها بأجهزة الكمبيوتر المكتبية بنفس عرض Xbox One تقريبا لكنه طوله ثلاثة أضعاف تقريبا، مع وجود شعار Xbox مضيء يعمل كزر للطاقة، ووجود فتحة لتشغيل الأقراص المدمجة الخاصة بالألعاب، مع وجود تصميم شبكي في الأعلى، وفي الوقت الذي يبدو الجهاز مختلفا عن الإصدارات السابقة، إلا أن تصميمه يبدو بسيطا ومميزا، مع إمكانية استخدام الجهاز أفقيا أو عموديًا.

## مواصفات الجهاز
الجدول التالي هو مقارنة بين المواصفات الرئيسية للجيل الرابع من مشغلات اكسبوكس .
| العناصر              | العناصر                      | Series X                                                                                              | Series S                                                                       |
|                      | صور الجهاز                   | |                                                                                |
| -------------------- | ---------------------------- | --- | ------------------------------------------------------------------------------ |
| معالجات              | وحدة المعالجة المركزية (CPU) | Custom AMD AMD Zen 2 ‏ 8 Cores @ 3.8 GHz (3.66 GHz with SMT)                                           | Custom AMD Zen 2 8 Cores @ 3.6 GHz (3.4 GHz with SMT)                          |
| معالجات              | وحدة معالجة الرسومات (GPU)   | Custom RDNA 2 52 CUs @ 1.825 GHz 12 TFLOPS                                                            | Custom RDNA 2 20 CUs @ 1.565 GHz 4 TFLOPS                                      |
| ذاكرة                | ذاكرة                        | 16 GB GDDR6 with 320-bit bus 10 GB @ 560 GB/s, 6 GB @ 336 GB/s                                        | 10 GB GDDR6 with 128-bit bus 8 GB @ 224 GB/s, 2 GB @ 56 GB/s                   |
| تخزين                | داخلي                        | 1 TB منفذ الملحقات الإضافية السريع Gen 4 custom أن في أم إكسبرس SSD 2.4 GB/s raw, 4.8 GB/s compressed | 512 GB PCIe Gen 4 custom NVMe SSD 2.4 GB/s raw, 4.8 GB/s compressed            |
| تخزين                | قابل للتوسيع                 | دعم بطاقة توسع بحجم أكبر من 1 تيرا بايت (بالخلف)                                                      | دعم بطاقة توسع بحجم أكبر من 1 تيرا بايت (بالخلف)                               |
| تخزين                | خارجي                        | يدعم محرك الأقراص الثابتة الخارجي من نوع USB 3.1                                                      | يدعم محرك الأقراص الثابتة الخارجي من نوع USB 3.1                               |
| محرك الأقراص الضوئية | محرك الأقراص الضوئية         | بلو راي [الإنجليزية] أتش دي الترا                                                                     | None                                                                           |
| هدف الأداء           | هدف الأداء                   | جودة دقة عرض 4 كيلو بكسل تدعم 60 إطارًا في الثانية، وباقي الجودات تصل إلى 120 إطارًا في الثانية         | جودة 1440p تدعم حتى 60 إطار بالثانية والجودات الاخرى تصل إلى 120 إطار بالثانية |
| الأبعاد              | حجم                          | 301 مـم × 151 مـم × 151 مـم (12 بوصة × 5.9 بوصة × 5.9 بوصة)                                           | 275 مـم × 151 مـم × 65 مـم (11 بوصة × 5.9 بوصة × 2.6 بوصة)                     |
| الأبعاد              | وزن                          | 4.45 كيلوغرام (9.8 رطل)                                                                               | 1.93 كيلوغرام (4.3 رطل)                                                        |
| الموديل              | الموديل                      | 1882                                                                                                  | 1883/1881                                                                      |
| السعر                | السعر                        | 2299 ريال سعودي - 499 دولار امريكي                                                                    | 1349ريال سعودي - 299 دولار امريكي                                              |
| خدمات الاون لاين     | خدمات الاون لاين             | إكس بوكس غيم باس، أكس بوكس جولد                                                                       | إكس بوكس غيم باس، أكس بوكس جولد                                                |

## ملحقات

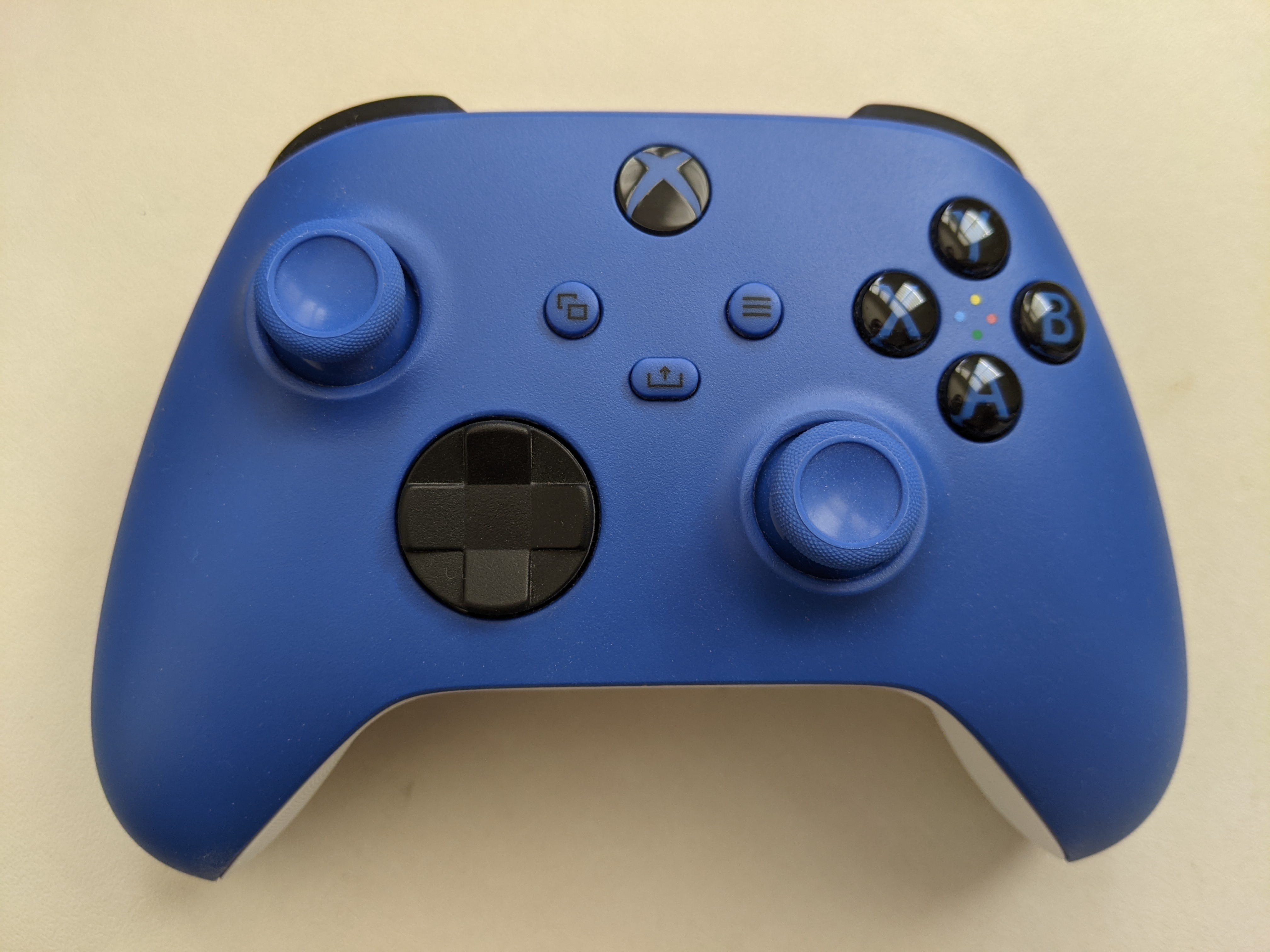
وحدة التحكم التي تأتي مع إكس بوكس سيريس إكس/إس

### وحدة تحكم
أعلنت الشركة ن وحدة التحكم اللاسلكية  الجديدة التي تتوفر مع الجيل الجديد، والتي تأتي مع تحسينات على التصميم من ناحية الحجم والشكل بحيث تناسب مختلف المستخدمين، وقال فيل سبنسر أنه رغم أن ذراع اكس بوكس وان اكس يناسب حوالي 95% من أيدي المستخدمين، فإن ذراع التحكم الخاص بالجيل الجديد يناسب حوالي 98% من المستخدمين، كما يحتوي على زر خاص لمشاركة لقطات شاشة أو مقطع فيديو من اللعبة مباشرة، وأكدت الشركة أن وحدة التحكم الجديدة ستعمل مع Xbox One وأجهزة الكمبيوتر بنظام ويندوز 10 أيضًا.

## التسويق والإصدار
صدر الجهاز في جميع أنحاء العالم. 499 دولار أمريكي لنسخة أكس بوكس سيريس أكس عند صدور الجهاز بشكل رسمي.
صدر الجهاز بشكل رسمي في 10 نوفمبر 2020.